# Roodvoetrussula
De roodvoetrussula (Russula xerampelina) is een schimmel behorend tot de familie Russulaceae. Hij is mycorrhiza vormend met naaldbomen (meestal den) op min of meer kalkrijke zand en leem.

## Kenmerken

### Uiterlijke kenmerken
Hoed
De hoed heeft een diameter van 6-12 cm. Op jonge leeftijd is de hoed halfrond, later uitgespreid en in het midden lichtjes ingedrukt. Bij vochtig weer is de hoedenhuid plakkerig tot vettig. De kleur van de hoed is zeer variabel, meestal is deze bloedrood tot donkerpaars, het midden is meestal zwartpaars. Met het ouder worden is de rand min of meer gegroefd over een lengte van ongeveer 1 cm.
Lamellen
De lamellen hebben een milde tot uitgesproken bittere smaak, zijn vrij compact (worden zelfs verwijderd naarmate ze ouder worden) en zijn bij rijpe exemplaren crèmekleurig tot botergeel. Ze hebben de neiging bruin te worden bij kneuzen. 
Steel
De steel is 4-8 cm lang en 1,5-3 cm breed. De vorm is cilindrisch. De kleur is wit, soms roodachtig en bruint met de jaren of bij aanraking. Het oppervlak van oudere vruchtlichamen is merkbaar gerimpeld. Het vruchtvlees is stevig en bij oudere paddenstoelen is de steel ook sponsachtig. Bij blootstelling aan de lucht kleurt het honingkleurig tot okerbruin. Bij jonge paddenstoelen is de geur niet heel uitgesproken, oudere paddenstoelen ruiken duidelijk naar haring of krabben. Met ijzersulfaat (FeSO4) kleurt het donkergroen. 
Geur en smaak
Hij ruikt naar schaaldieren. De smaak is mild.
Sporenprint
De sporenprint is donker crème tot oker (IIc-IIIb volgens de Schaal van Romagnesi).

### Microscopische kenmerken
De afgeronde tot breed ellipsvormige sporen zijn 7,6–10,3 × 6,1–8,3 µm. De Q-waarde (quotiënt van sporenlengte en sporenbreedte) is 1,1–1,4. Het sporenornament bestaat uit grove, tot 1 (1,2) µm hoge, deels langwerpige en overwegend geïsoleerde wratten, die slechts spaarzaam met elkaar verbonden zijn door fijne lijntjes. De duidelijk amyloïde hilarische vlek is onregelmatig en meet ongeveer 3,5 × 3,25 µm.
De viersporige basidia zijn knotsvormig en meten 40-60 × 11-14 µm. Er zijn ook talloze hymeniale cystiden die met sulfobenzaldehyde een vage grijszwarte kleur krijgen. De cheilocystidia zijn spoelachtig en hebben soms een verlenging aan de punt. Ze zijn 45–85 µm lang en 6–12 µm breed. De spil van de cilindrische pleurocystidia heeft zelden een verlenging en meet 65–125 × 7–12 µm.
In de hoedhuid treft men min of meer cilindrische haren aan, die vaak naar boven toe taps toelopen, gesepteerd zijn en spaarzaam vertakt kunnen zijn. Ze zijn 2,5–4 µm breed en hebben zwak gegelatineerde hyfenwanden. Daartussen bevinden zich vrij smalle, cilindrische pileocystidia die aan de bovenkant gedeeltelijk ingesnoerd zijn. Ze zijn 3–5,5 µm breed en hebben een gedeeltelijk grijszwart gehalte aan sulfobenzaldehyde. Membraanpigmenten zijn niet aanwezig.

## Verspreiding

Europese verspreiding

De roodvoetrussula is wijdverbreid en vrij algemeen in de noordelijke gematigde zone, en strekt zich vaak uit tot in de subpolaire zone. De russula is waargenomen in Azië (Zuid-Korea, Filipijnen), Noord-Afrika (Marokko), Noord- en Midden-Amerika en Europa. Op het Amerikaanse continent strekt het voorkomen van deze soort zich uit van de VS via Mexico tot Costa Rica. Het is ook wijdverspreid in Europa.
In Duitsland is de soort wijdverspreid in de Alpen, de uitlopers van de Alpen en het middelgebergte, verder wordt hij zelden aangetroffen.
In Nederland komt hij matig algemeen voor. Hij staat op de rode lijst in de categorie Kwetsbaar.

## Ecologie
De roodvoetrussula is, zoals alle russula's, een mycorrhiza-schimmel die een symbiotische relatie kan aangaan met verschillende naaldbomen. De geprefereerde symbiotische partners zijn sparren en grove dennen.
De russula komt voor op zandige, humusrijke tot leemachtige en vaak zure gronden. Het is echter zeer pH tolerant en stelt verder geen hoge eisen aan de bodem. Alleen extreem zure, zeer vochtige tot natte of zeer kleiachtige en verdichte bodems worden vermeden. De vruchtlichamen verschijnen afzonderlijk of in groepen van juli tot november.

## Taxonomie
Russula xerampelina werd oorspronkelijk in 1770 beschreven als Agaricus xerampelina van een collectie in Beieren door de Duitse mycoloog Jacob Christian Schaeffer, die de kleur opmerkte als fusco-purpureus of "paarsbruin". Het kreeg later zijn huidige binominale naam van de Zweedse mycoloog Elias Magnus Fries. De soortnaam is ontleend aan het Oudgrieks en betekent "kleur van gedroogde wijnbladeren", xeros betekent "droog", en ampělinos "van de wijnstok".
Er zijn twee variëteiten geaccepteerd, var. xerampelina en var. tenuicarnosa, met dunner vruchtvlees in de hoed en de steel. De naam R. erythropoda wordt nu als een synoniem beschouwd, en de voormalige ondersoort R. (xerampelina subsp.) amoenipes (oorspronkelijk genoemd door Henri Romagnesi) is nu een aparte soort. Een voormalige variëteit met een groenige hoed, R. xerampelina var. elaeodes, is nu geclassificeerd als R. clavipes.
Als de eerste gedefinieerde soort geeft het zijn naam aan de sectie Xerampelinae, een groep verwante soorten binnen het geslacht Russula, die in het verleden af en toe allemaal R. xerampelina werden genoemd.

## Foto's

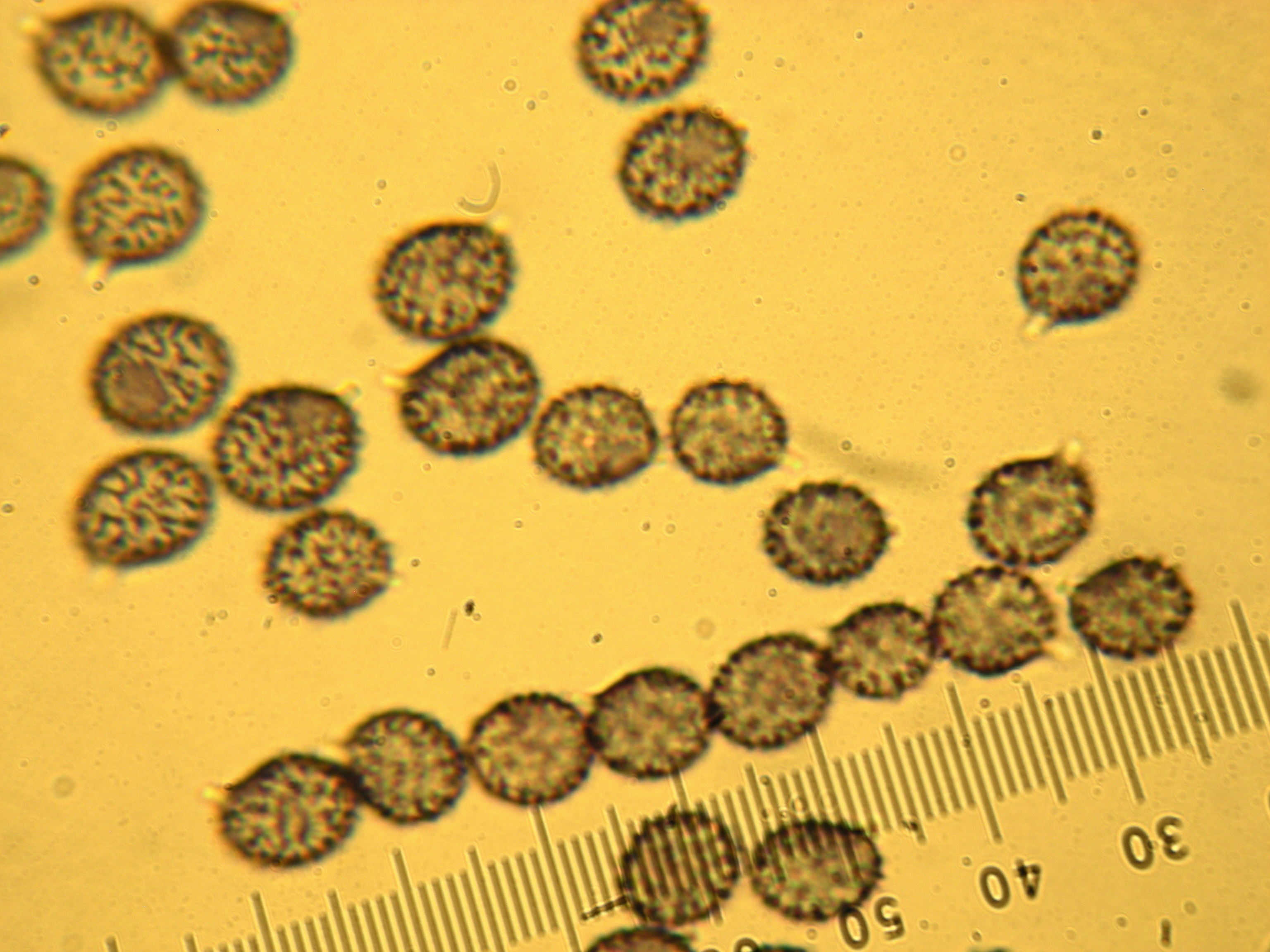
Sporen
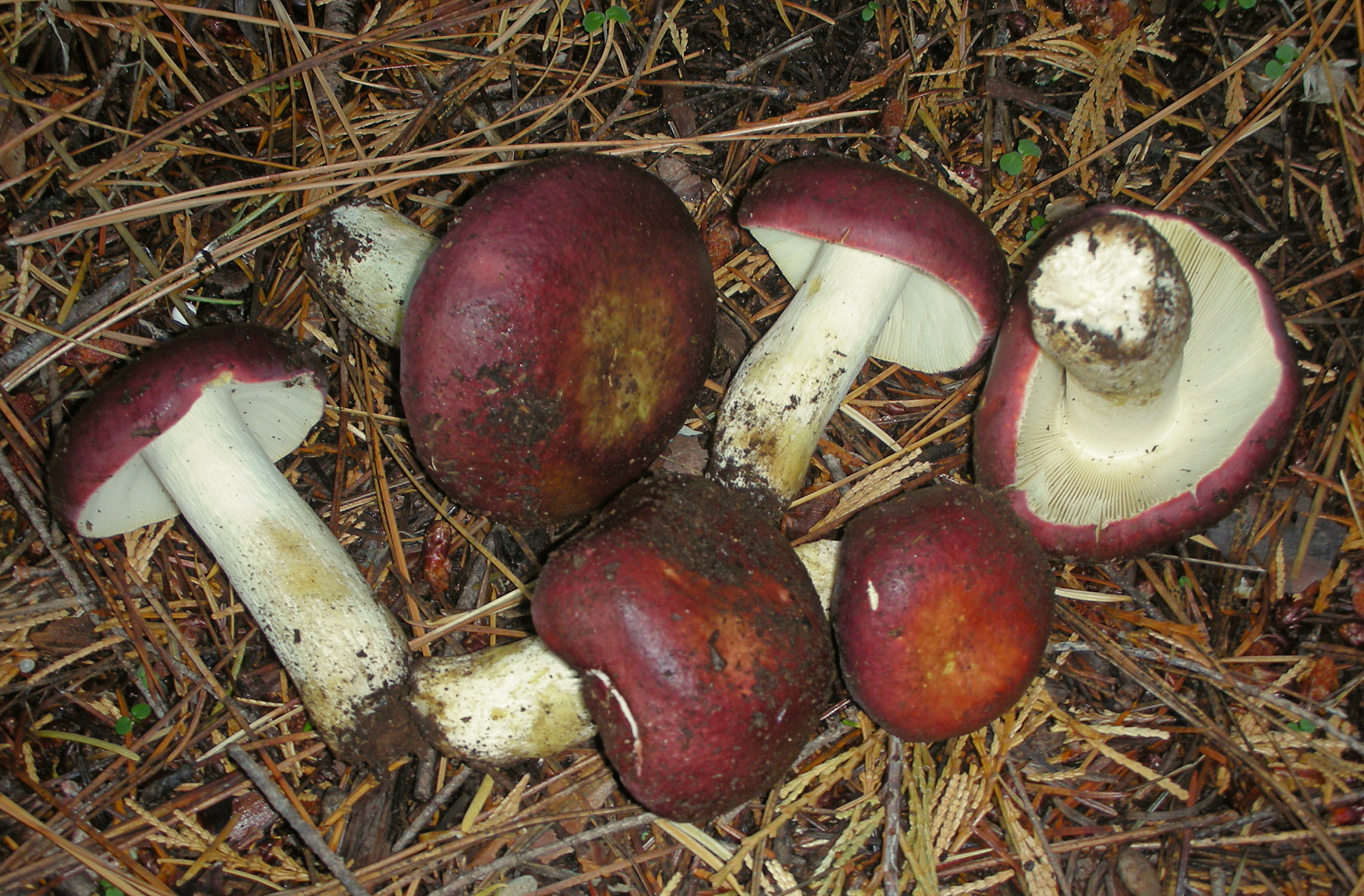